# Холопичі
Холо́пичі — село в Україні, у Затурцівській сільській громаді Володимирського району Волинської області. Населення становить 621 особу. Відстань до селища Локачі становить 15 км і проходить автошляхами Н22 та Т 0311.

## Географія
Селом протікає річка Турія.

## Історія
У 1906 році село Киселинської волості Володимир-Волинського повіту Волинської губернії. Відстань від повітового міста 31 верст, від волості 7. Дворів 63, мешканців 453.
Після ліквідації Локачинського району 19 липня 2020 року село увійшло до Володимир-Волинського району.

## Населення
Згідно з переписом УРСР 1989 року чисельність наявного населення села становила 745 осіб, з яких 317 чоловіків та 428 жінок.
За переписом населення України 2001 року в селі мешкало 698 осіб.

### Мова
Розподіл населення за рідною мовою за даними перепису 2001 року:
| Мова       | Кількість | Відсоток |
| ---------- | --------- | -------- |
| українська | 698       | 99.29%   |
| російська  | 5         | 0.71%    |
| Усього     | 703       | 100%     |

## Пам'ятки
На місцевому цвинтарі захоронено більше сотні кавалеристів Донського козацького полку 8-ї російської армії, які загинули під час Брусилівського прориву військ Південно-Західного фронту у червні-липні 1916 року Першої Світової війни.
У липні 2012 року в селі відкрили пам'ятний знак на місці поховання загиблих воїнів під час Першої Світової війни.
На північ від села знаходиться гідрологічний заказник місцевого значення Холопичівський заказник.

## Відомі люди
- Нікітін Руслан Анатолійович (*1972) — український футболіст.